# Camissonia dominguez-escalantorum
Camissonia dominguez-escalantorum là một loài thực vật có hoa trong họ Anh thảo chiều. Loài này được N.D.Atwood, L.C.Higgins & S.L.Welsh mô tả khoa học đầu tiên năm 2007.